# Википедија на естонском језику
Википедија на естонском језику (ест. Eestikeelne Vikipeedia) је верзија Википедије на естонском језику, слободне енциклопедије, која данас има 2.036.648 чланака и заузима на листи Википедија 62. место.